# Região 4 (Territórios do Noroeste)
Região 4 é o nome que se dá a uma das seis divisões estabelecidas pelo Departamento de Estatística do Canadá para os Territórios do Noroeste. Foi introduzido pelo censo canadense de 2011, juntamente com as regiões um, dois, três, cinco e seis, resultando na abolição nas divisões das divisões censuárias de Fort Smith e Região de Inuvik (a última não confundir com a região administrativa de Inuvik.
Seu território possui aproximadamente o mesmo tamanho do que a Região de Dehcho, mais a extrema parte oeste da Região de South Slave, que é centrada em Fort Providence, oeste do Grande Lago do Escravo.
Sua população é de 3 246 habitantes e sua área é de 194 494,08 km²

## Comunidades

### Vilas
- Fort Simpson

### Vilarejos
- Fort Liard
- Fort Providence

### Assentamentos
- Jean Marie River
- Kakisa
- Nahanni Butte
- Trout Lake
- Wrigley

### Reservas Indígenas
- Hay River Reserve

## Ligações Externas
- Mapa da Região 4